# Phaseolus neglectus
Phaseolus neglectus là một loài thực vật có hoa trong họ Đậu. Loài này được F.J. Herm. miêu tả khoa học đầu tiên năm 1948.